# Лука Де Аліпрандіні
Лука Де Аліпрандіні (італ. Luca De Aliprandini) — італійський гірськолижник, призер чемпіонату світу.
Срібну медаль чемпіонату світу Де Аліпрандіні виборов у гігантському слаломі на світовій першості 2021 року, що проходила в ітілійській Кортіні-д'Ампеццо.